# Narodnaja volja

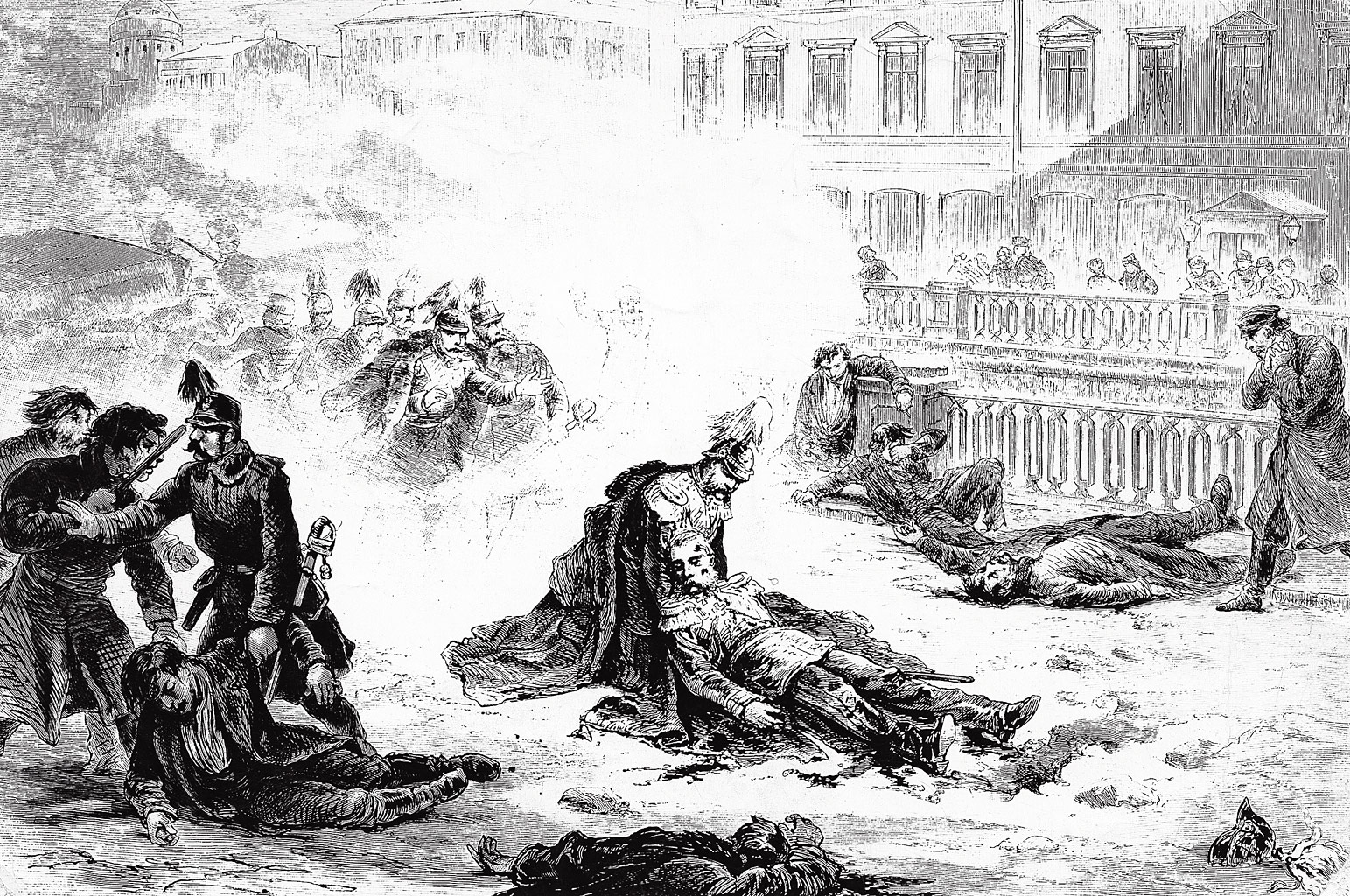
Attentatet mot Alexander II.

Narodnaja volja (ryska Народная воля, Folkets vilja eller Folkets frihet) var en rysk socialistisk sammanslutning/parti bildat 1879, som existerade under 1800-talets andra hälft. Det härstammade från den tidigare sammanslutningen Zemla i volja ("Jord och frihet") som var ett första försök till bildandet av ett i Ryssland heltäckande politiskt socialistiskt parti. Narodnaja volja existerade i hemlighet eftersom alla partier var förbjudna i Tsarryssland fram till 1905. Efter några hårda år under 1880- och 1890-talet då sammanslutningen nästan upplöstes på grund av polisens jakt, vilket resulterade i många avrättningar och hårda straff för dess medlemmar, bildade de kvarvarande medlemmarna i Paris 1901 det Socialistrevolutionära partiet.

## Partiets metoder och mål
Det var 1879 under en hemlig kongress hos den konspiratoriska organisationen Zemla i volja som en majoritet av medlemmarna röstade för ett systematiskt användande av terror som metod för att nå sina mål. Man skulle bringa regeringen ur balans genom att mörda dess medlemmar, och slutligen störta tsaren och regeringen, därefter skulle en konstituerande församling leda till folkligt styre. Användandet av ordet volja spelade på de gamla kosackidealen om frihet. 
Inom några månader hade en verkställande kommitté etablerat ett nätverk av celler och arbetare och studenter i städerna, det fanns även celler inom armén och flottan. Medlemsantalet var relativt lågt, men nätverket väl utbyggt och fanns i ett femtiotal städer. Cirka 500 personer beräknas ingått i organisationen 1879, deltagarna i kommittén bestod till största delen av studenter, många kvinnor deltog också. Metoderna kom framför allt att handla om terror snarare än agitation. Denna linje hade redan Zemla i volja slagit in på men kom att bli än mer betydelsefull i Narodnaja volja; mord på höga ämbetsmän, poliser och regeringsmedlemmar var vad som gällde. Den 26 augusti dömde den verkställande kommittén tsaren Alexander II till döden för ”brott mot folket”, därefter blev den främsta uppgiften för medlemmarna att organisera och verkställa domen.

## Mordet på Alexander II
Den 13 mars 1881 lyckades de efter en rad försök att spränga tsaren i luften då han åkte i sin vagn längs kajen i Sankt Petersburg. När tsar Alexander IIs ekipage runt klockan tjugo i två svängde in på en smal gata som löpte parallellt med Katarinakanalen kom plötsligt något som påminde om en snöboll farande, det var emellertid en bomb. En mycket hög smäll hördes strax bakom den kejserliga vagnen. Kusken och alla andra ville fortsätta, men Alexander beordrade halt. Han gick ut genom det som en gång var dörren till vagnen, han fick dessutom som hastigast träffa den som kastat bomben, en student vid namn Nikolaj Rysakov. Då tsaren var på väg att stiga in i vagnen och fara vidare kom nästa bomb.
" Det blev ännu en våldsam explosion. Kroppsdelar, klädrester och bråte från vagnen yrde omkring. Alla fönsterrutor i husen på andra sidan Katarinakanalen blåstes ut. Sedan röken skingrats kunde alla se att Alexander var svårt skadad. Han blödde ymnigt och det varma blodet ångade i snömodden. Benen tycktes helt söndertrasade. Runt Kejsaren låg ytterligare ett tjugotal personer mer eller mindre svårt skadade. Två av dessa skulle senare avlida. En officersrock lades över den döende kejsaren och med största möda lyckades man placera honom på en stabskaptens släde. […]
Vid framkomsten kallades tre läkare till den skadades provisoriska bår. De stod inför en hopplös uppgift. Man lade så kallat kautschukbandage för att försöka leda det lilla blod som fanns kvar i sina rätta banor och upprepade chocker med eter, vatten och is gjordes för att häva medvetslösheten. Några korta ögonblick tycktes Alexander titta upp, men inte mera. Några minuter efter halv tre på söndagseftermiddagen avled den ryske tsaren."
(Tsarernas Ryssland, Lars Elgklou, sid 212-213)
Det lyckade attentatet mot Alexander II var den ryska socialismens dittills största framgång, men det var även dess största misstag och misslyckande. Alexander II hade efter sin fars Nikolaj I:s blodiga förtryckarregim ändå lättat lite på det tunga trycket i Ryssland, vissa reformer av förvisso små framsteg hade tagits. Censuren hade inte varit lika extrem och livegenskapen hade avskaffats 1861. Narodnaja volja lyckades inte på något vis påverka efterträdanden Alexander III på annat sätt än negativt; de reformer som hade gjorts drogs i hög grad in. En oerhörd hetsjakt på de skyldiga sattes till att börja med igång som skulle skada partiet alldeles kolossalt, det lyckades nätt och jämnt överleva. Mordet på Alexander II visade för efterträdaren Alexander III faran i att ge folket något som liknade rättigheter, det gav bara upphov till farliga idéer. Undantagstillstånd utlystes och polis kunde anhålla misstänkta och hålla dem häktade utan någon som helst rättegång, de kunde besluta om förvisning och utföra husrannsakan utan tillstånd från högre instans.
Den som kastat den andra bomben hette Stefanovitj och skadades själv så svårt att han avled på sjukhuset. Många andra medlemmar begick självmord innan polisen hann få tag på dem, sex stycken av de anklagade man fångat ställdes inför en specialdomstol där samtliga förklarades skyldiga till majestätsbrott eller delaktiga i planeringen till mordet. Domen blev dödsstraff genom hängning. En av de dömda var Sofia Petrovskaja som var adlig, det var unikt att detta faktum inte räddade henne från dödsstraffet. Hon hade gett de övriga instruktioner och delat ut bomberna som var tillverkade av tjockt glas fyllda med nitroglycerin, dessa hade lindats in i vitt tyg vilket förklarar att bomberna först uppfattats som snöbollar.

## Attentatet mot Alexander III
1887 slog Narodnaja volja till igen, vad man nu försökte göra var att mörda nästa tsar, dvs Alexander III. En av de som deltog i denna planering var Vladimir Lenins storebror Alexander, som hade varit ledande för organisationens terroravdelning. Han ställdes inför alternativet att avslöja sina medkumpaner men vägrade och avrättades därmed genom hängning. Denna episod påverkade den då 16-årige Lenin starkt, han kom att sätta sig in i broderns tankegångar och läste dennes böcker och fastnade särskilt för Nikolaj Tjernysjevskijs roman Vad bör göras?.

## Dubbelagenter, mord och terror samt försök till samling
Under 1890-talet försökte de kvarvarande medlemmarna att ta sig samman, sargade som de var. Det var inte bara de hårda förföljelserna från staten som var inverkade destruktivt, också det nya fenomenet med dubbelagenter plågade det hårt. Det förekom att medlemmar i organisationen fullkomligt samarbetade med polisen. Ett särskilt uppmärksammat fall var en polisman vid namn Sudejkin och en organisationsmedlem vid namn Degajev som samarbetade på ett mycket långtgående vis, genom att Degajev offrade kamrater i rörelsen som hamnade i fängelse eller avrättades, hela rörelsens del i södra Ryssland blev tillintetgjord, samtidigt som han tilläts rekrytera i S:t Petersburg och där bli en framträdande person. De båda planerade ett fejkat mordförsök på polismannen Sudejkin, förmodligen i hopp om att den senare skulle erhålla medalj och befordran och för att Degajev skulle vinna respekt hos sina kollegor i rörelsen. Då Degajev började misstänkas av sina kamrater såg han till slut ingen annan lösning än att verkligen på riktigt mörda Sudejkin. 
Dylika händelser var inte ovanliga, ingen visste vem man kunde lita på. Den totala katastrofen nåddes 1908 då Narodnaja volja förvisso förvandlats till det socialistrevolutionära partiet. Då avslöjades att ledaren för partiets terroravdelning, Jevno Azef, som spelat en central roll i arbetet att förena olika lokala grupper i bildandet av socialistrevolutionära partiet hela tiden varit agent för polisdepartementet! Han hade ömsom rapporterat till polisen och varit skyldig till många partimedlemmars arresterande. 
Under 1890-talet beslutade Kommittén att man inte skulle låta sig styras av terrorspecialisterna utan man bildade en särskild terroravdelning. På så vis kunde medlemmarna i centralkommittén ägna sig åt fredlig agitation. Men isoleringen av terroristerna ledde till att de delvis fjärmade sig från ideologin, och utvecklade en mycket stark grupplojalitet inom just den givna avdelningen och var beredda att offra sina liv i större utsträckning än de övriga medlemmarna. Mellan åren 1902 och 1905 lyckades man ta livet av två inrikesministrar (Sipjagin och Pleve) samt generalguvernören i Moskva, en storfurste samt ett antal lägre ämbetsmän. Åren 1905-1907 mördades eller sårades mer än 4 000 personer i regeringsposition eller annan ämbetsbefattning av terroravdelningen, denna hade vid det laget förlorat sitt ideologiska engagemang de kom istället att drivas av spänning, status och att få tillhöra en grupp.